# Panna Maria Sedmibolestná

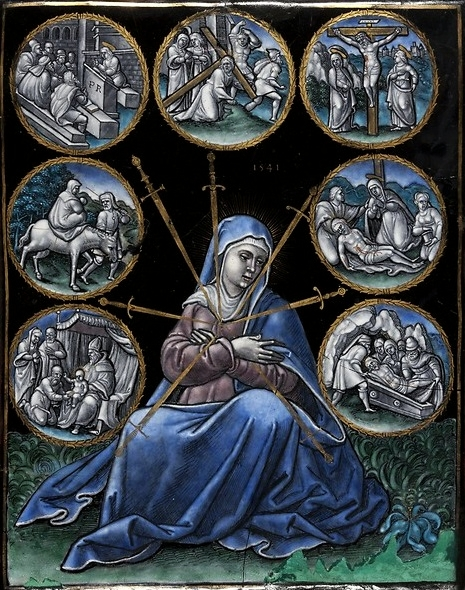
Panna Maria Sedmibolestná Pierre Reymond (1541)

Panna Maria Sedmibolestná (latinsky Mater dolorosa) je titul Panny Marie, který se vztahuje na její bolesti související s osudem jejího syna Ježíše Krista. V katolické církvi je Panna Maria Sedmibolestná patronkou Slovenska.
Opakem je sedm radostí Panny Marie, kterým jsou zasvěcené některé kostely či věnovány stezky.

## Historie
Mezi sedm bolestí Panny Marie patří:
1. Proroctví Simeona v chrámu[1]
2. Útěk do Egypta
3. Ztráta dvanáctiletého Ježíše v chrámu
4. Setkání s Ježíšem na křížové cestě
5. Ježíšovo ukřižování a smrt
6. Ježíšovo snímání z kříže
7. Pohřeb Ježíše

Svátek Sedmibolestné Panny Marie, kterou papež Pavel VI. prohlásil v roce 1966 za hlavní patronku Slovenska, si Slovensko a katolická církev připomínají 15. září. První zmínka o svátku Sedmibolestné Matky Boží pochází z roku 1412, kdy byl zmíněn na církevním sněmu v Kolíně nad Rýnem. Pro celou církev ho však ustanovil až papež Benedikt XIII. roku 1727 a zároveň povolil, aby se Panna Maria Bolestná uctívala jako patronka Slovenska. Její národní svatyní se stal šaštínský kostel, opředený mnoha zázraky na Mariinu přímluvu. Jeho dějiny sahají do roku 1564. Papež Pavel VI. mu roku 1964 udělil titul baziliky minor.
Sedm je v biblické řeči symbolickým číslem a znamená plnost. Mariánští ctitelé jmenují alespoň sedm nejznámějších bolestí Matky Boží. První je proroctví Simeona, který jí na 40. den po narození Ježíše předpověděl těžkou budoucnost Božího Syna a také to, že "její vlastní duši pronikne meč". Podruhé Maria trpěla, když musela s dítětem utíkat do Egypta před Herodem, který dal ve strachu před novým králem vyvraždit v Betlémě a okolí všechny chlapce mladší dvou let. Třetí bolestí byla pro Marii ztráta 12letého Ježíše v jeruzalémském chrámu během velikonočních svátků. Čtvrtou a pátou bolest prožívala matka Božího Syna při umučení syna, když se s ním setkala na křížové cestě a když stála pod křížem. Poslední dvě bolesti ji zasáhly po Ježíšově smrti, když držela v náručí jeho mrtvé tělo a když jí ho vzali, aby ho uložili do hrobu. Svým utrpením spolupracovala Marie na vykupitelském díle Syna a věřící ji uctívají jako matku plnou bolesti.
Slováci k ní odedávna přechovávali zvláštní úctu a důvěru v trápeních. Mešní texty ze svátku Panny Marie Sedmibolestné vyjadřují víru, že "ani teď nepřestává orodovat za nás a s mateřskou láskou se stará o bratry a sestry svého Syna".
Kostely zasvěcené Matce Boží vznikaly na slovenském území zejména po roce 1250, tedy po odchodu Tatarů. Necelé tři desetiletí předtím vznikl ve Florencii řád servitů (uznán papežem Alexandrem IV. roku 1253), kteří se věnovali úctě Sedmibolestné Panny Marie. Její uctívání se později rozšířilo i na Slovensko. Postupně bylo na Slovensku zasvěceno Sedmibolestné Panně Marii přes 45 kostelů a kaplí a v druhé polovině 16. století se s jejím uctíváním začalo i v Šaštíně, kde se nachází národní bazilika, která je zasvěcena Panně Marii Sedmibolestné.
Vzpomínka na Pannu Marii Sedmibolestnou znamená prožívat rozhodující chvíle dějin vykoupení a uctít Matku, sjednocenou s trpícím a ukřižovaným Synem. Její mateřství na Kalvárii nabírá univerzální rozměry. Tato slavnost byla vsunuta do římského kalendáře papežem Piem VII. v roce 1814. Obraz Panny Marie Sedmibolestné - Marie drží na svých kolenou mrtvého Syna, právě sňatého z kříže. Je to chvíle, která zahrnuje nevýslovnou bolest lidského utrpení a duchovní jednotu. "Fiat mihi secundum verbum Tuum - Ať se mi stane podle tvého slova!" Jako matka - Marie přijímá a snáší Kristovo utrpení v každém okamžiku svého života. I Michelangelova pieta, typická pro umění pozdní gotiky a renesance, vyjadřuje pouze moment z tohoto utrpení Panny Marie.
Zbožnost, která předchází liturgické slavení, určila symbolicky sedm bolestí Panny Marie, patřící stejným příběhům z evangelia: proroctví starého Simenona, útěk do Egypta, ztracení dvanáctiletého Ježíše při cestě do Svatého města, křížová cesta na Golgotu, ukřižování, snímání z kříže, pohřbení.
Titulem "Sedmibolestná" uctíváme obzvláště přijatou Mariinu bolest přes kříž. Pod křížem se matka ukřižovaného Krista stala matkou mystického těla narozeného z kříže, tzn. jsme zrození jako křesťané ze vzájemné obětující se a trpící lásky Ježíše a Marie.

## Úcta k Sedmibolestné v datech
- 4. století - začíná se teologicky uvažovat o bolestech Panny Marie. Píší o nich sv. Ambrož, sv. Pavlín z Noly, sv. Augustin a sv. Efrém.

- 6. století - zachovala se nám dramatická báseň o Pánově umučení, připisována sv. Řehoři Naziánskému, ve které jsou také dojemné verše o bolestech Jeho Matky, Panny Marie.

- Po roce 1000 - velké rozšíření úcty Mariiných bolestí vlivem rytířského smýšlení. Množily se malby Marie stojící pod křížem svého Syna a rostl také počet kostelů postavených na uctění bolestné Matky. Vítaným námětem pro mistry slova byl "nářek Panny Marie". Mezi těmito básněmi vyniká dosud nepřekonaná Stabat Mater Dolorosa, jejímž autorem je pravděpodobně Jacopone da Todi.

- 1423 - první dosud známý záznam z Kolína, kde místní sněm zavedl svátek na odčinění urážek husitů vůči ukřižovanému Kristu a jeho Matce. Odtud se tento svátek rozšířil do celé Evropy pod různými jmény a s různými daty.
- 1482 - vlámský farář Jan Coundenberghe šíří úctu k sedmi bolestem. Současně se šíří Bratrstvo Sedmi bolestí Panny Marie, hned schválené a podporované papeži (Alexander VI. roku 1495).
- 1727 - Benedikt XIII. situaci vyřešil, když tomuto svátku určil jméno - Svátek Panny Marie Sedmibolestné a ustanovil i datum - pátek před Květnou nedělí.

Vedle tohoto svátku ve středověku vznikl i druhý svátek s tímto titulem, slavený v polovině září, rozšiřován zejména řádem Služebníků Panny Marie. Povolil ho Inocenc III.
- 1814 - Pius VII. předepsal tento svátek pro celou katolickou církev.
- 1913 - Pius X. ustálil liturgickou reformou jako trvalý den svátku na 15. září.
- 1927 - Slovenští věřící na čele s biskupy podali žádost do Říma o povolení přidat v loretánských litaniích prosbu Matka Bolestná, oroduj za nás. Tuto však 8. dubna 1927 Kongregace obřadů zamítla. O dva týdny na příštím zasedání se rozhodlo pozitivně v tom smyslu, že se dovoluje přidat prosba: "Oroduj za nás, Matko Sedmibolestná", s odpovědí: "Abychom se stali hodni zaslíbení Kristových."
- 1964 - Pavel VI. z úcty Slováků k Matce Přebolestné prohlásil dekretem "Quam pulchra" svatyni v Šaštíně za baziliku minor.
- 1976 - Kongregace pro svátosti a bohoslužbu schválila slovenská proprium liturgie hodin, ve kterém se tento svátek označuje jako Beatae Mariae, Patronae Slovaciae, čili Blahoslavené Marie, patronky Slovenska.

## Proč Sedmibolestná?
Nejprve se mluvilo o pěti bolestech, jako se uctívalo pět ran Krista Pána. Pak se začalo uctívat sedm bolestí - sedm v biblické řeči znamená plnost, dokonalost. Neboť kromě Krista Panna Maria nejvíce trpěla, lid chtěl vyjádřit tuto plnost bolestí číslem sedm. Tím se nechce omezit utrpení na sedm historicky přesně určených událostí, ale chce se naznačit plnost kalicha utrpení, který pila spolu s Kristem. Aby byl zkonkretizován titul Sedmibolestná, počítaly se historické momenty. Nejprve se počítaly jen ty, které snášela s Kristem ve dnech jeho největšího utrpení:

## Sedm bolestí
1. Když Ježíše zajali a bičovali,
2. Když Ježíše předvedli před Piláta a odsoudili,
3. Když vyřkli nad Ježíšem ortel smrti,
4. Když Ježíše přibili na kříž,
5. Když Ježíš vypustil ducha na kříži,
6. Když Ježíše sňali z kříže,
7. Když Ježíše uložili do hrobu.

Později se rozšířil obraz bolestí i z Kristova dětství - Svatá Matka trpěla:
1. Když slyšela Simeonovo proroctví o meči, který probodne i její srdce,
2. Když utíkala do Egypta, když Herodes vraždil neviňátka,
3. Když hledala ztraceného Ježíše v Jeruzalémě
4. Když Ježíše zajali a odsoudili,
5. Když Ježíš umíral na kříži,
6. Když Ježíše sňali z kříže,
7. Když Ježíšovo tělo kladli do hrobu.

## Odkazy

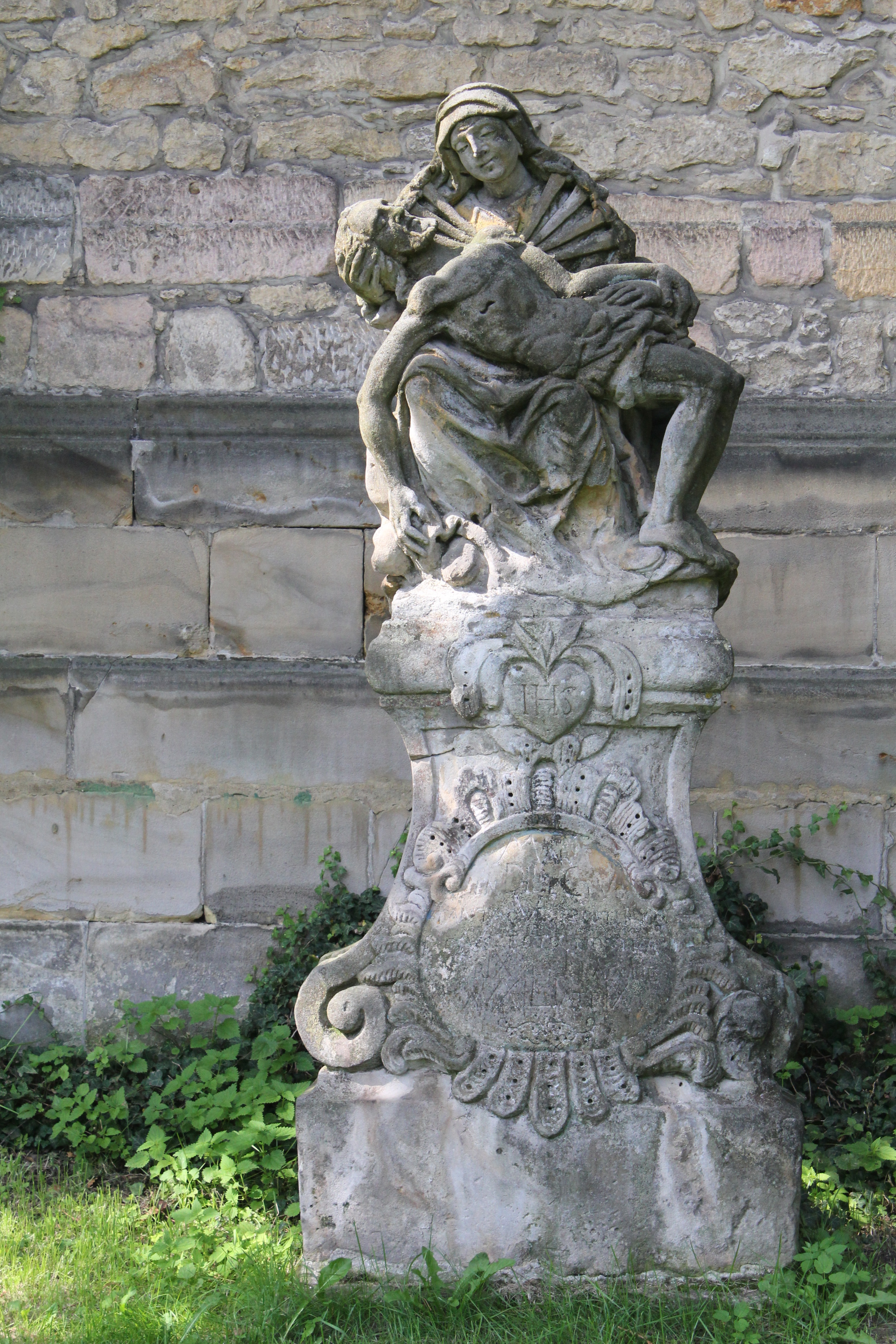
Panna Maria Sedmibolestná před zámeckou kaplí, Sychrov